# Inge Borgstrøm
Inge Borgstrøm (* um 1957) ist eine ehemalige dänische Badmintonspielerin. 

## Karriere
Inge Borgstrøm verzeichnet als größte Erfolge die Gewinne von zwei Bronzemedaillen bei der Weltmeisterschaft 1977 und der Europameisterschaft 1978. Des Weiteren gewann sie die Nordischen Meisterschaften, Czechoslovakian International und die Norwegian International. 

## Sportliche Erfolge
| Saison    | Veranstaltung                                      | Disziplin   | Platz | Name                                                |
| --------- | -------------------------------------------------- | ----------- | ----- | --------------------------------------------------- |
| 1971/1972 | Dänemark: Einzelmeisterschaften der Junioren U15   | Dameneinzel | 1     | Inge Borgstrøm, Kalundborg                          |
| 1972/1973 | Dänemark: Einzelmeisterschaften der Junioren U17   | Dameneinzel | 1     | Inge Borgstrøm, Kalundborg                          |
| 1973/1974 | Dänemark: Einzelmeisterschaften der Junioren U17   | Damendoppel | 1     | Inge Borgstrøm, Ringsted / Jytte Larsen, Horsens    |
| 1973/1974 | Dänemark: Einzelmeisterschaften der Junioren U17   | Dameneinzel | 1     | Inge Borgstrøm, Ringsted                            |
| 1974      | Nordische Juniorenmeisterschaften                  | Dameneinzel | 1     | Inge Borgstrøm                                      |
| 1974/1975 | Dänemark: Einzelmeisterschaften der Junioren U19   | Damendoppel | 1     | Inge Borgstrøm, Ringsted / Pia Nielsen, Køge        |
| 1974/1975 | Dänemark: Einzelmeisterschaften der Junioren U19   | Dameneinzel | 1     | Inge Borgstrøm, Ringsted                            |
| 1974/1975 | Dänemark: Einzelmeisterschaften                    | Damendoppel | 1     | Lene Køppen, Gentofte BK / Inge Borgstrøm, Ringsted |
| 1975      | Junioren-Europameisterschaft                       | Dameneinzel | 3     | Inge Borgstrøm                                      |
| 1975      | Schweden: Internationale Meisterschaften           | Dameneinzel | 3     | Inge Borgstrøm                                      |
| 1975      | Schweden: Internationale Meisterschaften           | Mixed       | 3     | Elo Hansen / Inge Borgstrøm                         |
| 1975      | Junioren-Europameisterschaft                       | Damendoppel | 2     | Pia Nielsen / Inge Borgstrøm                        |
| 1975      | Nordische Meisterschaften                          | Damendoppel | 1     | Lene Køppen / Inge Borgstrøm                        |
| 1975      | Norwegian International                            | Mixed       | 1     | Elo Hansen / Inge Borgstrøm                         |
| 1975      | Norwegian International                            | Damendoppel | 1     | Lene Køppen / Inge Borgstrøm                        |
| 1975/1976 | Dänemark: Einzelmeisterschaften der Junioren U19   | Damendoppel | 1     | Inge Borgstrøm, Ringsted / Pia Nielsen, Køge        |
| 1975/1976 | Dänemark: Einzelmeisterschaften der Junioren U19   | Dameneinzel | 1     | Inge Borgstrøm, Ringsted                            |
| 1975/1976 | Dänemark: Einzelmeisterschaften                    | Damendoppel | 1     | Lene Køppen, Gentofte BK / Inge Borgstrøm, Ringsted |
| 1976      | Norwegian International                            | Damendoppel | 1     | Inge Borgstrøm / Pernille Kaagaard                  |
| 1976      | Czechoslovakian International                      | Dameneinzel | 1     | Inge Borgstrøm                                      |
| 1976      | Czechoslovakian International                      | Damendoppel | 2     | Pia Nielsen / Inge Borgstrøm                        |
| 1977      | Weltmeisterschaft                                  | Damendoppel | 3     | Inge Borgstrøm / Pia Nielsen                        |
| 1977      | Tschechoslowakische Internationale Meisterschaften | Damendoppel | 3     | Inge Borgstrøm / Nielsen                            |
| 1977      | Czechoslovakian International                      | Dameneinzel | 1     | Inge Borgstrøm                                      |
| 1977      | Norwegian International                            | Dameneinzel | 1     | Inge Borgstrøm                                      |
| 1977      | Norwegian International                            | Mixed       | 1     | Mogens Neergaard / Inge Borgstrøm                   |
| 1977      | Norwegian International                            | Damendoppel | 2     | Inge Borgstrøm / Kirsten Meier                      |
| 1977      | Nordische Meisterschaften                          | Damendoppel | 1     | Lene Køppen / Inge Borgstrøm                        |
| 1978      | Europameisterschaft                                | Damendoppel | 3     | Inge Borgstrøm / Pia Nielsen                        |
| 1979      | Nordische Meisterschaften                          | Damendoppel | 1     | Lene Køppen / Inge Borgstrøm                        |